# Międzynarodowa Nagroda Guggenheima
Międzynarodowa Nagroda Guggenheima (GIA) (ang. Guggenheim International Award) – nagroda w dziedzinie malarstwa przyznawana przez Fundację Solomona R. Guggenheima w latach 1956–1964. Odbyły się cztery edycje nagrody zakończone organizacją prestiżowych międzynarodowych wystaw dla nagrodzonych. W latach 1967 i 1971 pod jej auspicjami odbyły się jeszcze dwie wystawy, ale zaproszonym artystom nie przyznawano już nagród pieniężnych.

## Historia i cel nagrody
Nagroda powstała z inicjatywy ówczesnego prezesa Fundacji Harry'ego Franka Guggenheima w okresie kiedy dyrektorem Muzeum Guggenheima w Nowym Jorku był James Johnson Sweeney. Ambicją fundatorów było utworzenie najważniejszej międzynarodowej nagrody malarskiej na świecie. Przyznanie jej miało zapewnić uhonorowanym artystom prestiż i sławę. Początkowo nagroda była przyznawana co dwa lata, następnie miała być przyznawana co trzy, ostatecznie czwarta edycja odbyła się w 1964 roku, a później w 1967 i 1971 odbywały się już tylko międzynarodowe wystawy.

## Zasady przyznawania nagrody
Zasady przyznawania nagrody nie były jasne i zmieniały się z edycji na edycję. Zgodnie z początkowymi ustaleniami wskazane przez Fundację kraje mogły zgłosić do konkursu pięć prac różnych artystów, tworząc tzw. drużynę. Międzynarodowe jury, złożone z krytyków sztuki i artystów działających w ramach Międzynarodowej Rady Muzeów (ICOM), Międzynarodowego Stowarzyszenia Historyków Sztuki (AICA) i Międzynarodowego Stowarzyszenia Sztuk Plastycznych (AIAP), wybierało zwycięzców w trzech kategoriach: Nagroda Międzynarodowa, Nagroda Narodowa i Nagroda Kontynentalna (zastąpiona później przez Nagrodę Ponadnarodową). W pierwszej edycji 1956 przyznano jedną Nagrodę Międzynarodową (10 tys. dolarów amerykańskich), 17 Nagród Narodowych (po 1 tys. dolarów amerykańskich) i 2 Kontynentalne (po 1 tys. dolarów amerykańskich). W 1963 uproszczono zasady przyznawania nagrody i na potrzeby 4. edycji ustanowiono tylko 1 główną nagrodę międzynarodową (10 tys. dolarów amerykańskich) oraz 5 mniejszych nagród (po 2,5 tys. dolarów amerykańskich). Na potrzeby dwóch kolejnych edycji 1967 i 1971 Fundacja kupowała prace rzeźbiarskie i malarskie, które następnie prezentowała na międzynarodowych wystawach.

## Lista nagrodzonych

### 1. Edycja (1956)
Zdobywca Międzynarodowej Nagrody Guggenheima
- Ben Nicholson

Zdobywcy Narodowej Nagrody Guggenheima
- Herbert Boeckl (Austria)
- René Magritte (Belgia)
- Candido Portinari (Brazylia)
- Wiliam Ronald (Kanada)
- Alejandro Obregón (Kolumbia)
- Jens Sondergaard (Dania)
- Mohammad Hamed Eweis (Egipt)
- Marcel Gromaire (Francja)
- Georges Bouzianis (Grecja)
- Emilio Vedova (Włochy)
- Kazu Wakita (Japonia)
- Corneille (Holandia)
- Jan Cybis (Polska)
- Walter Bodmer (Szwajcaria)
- John Bratby (Wielka Brytania)
- Mark Tobey (Stany Zjednoczone)
- Petar Lubarda (Jugosławia)

Zdobywcy Kontynentalnej Nagrody Guggenheima
- Hans Hartung (Europa i Afryka)
- Emilio Pettoruti (Ameryka Północna i Ameryka Południowa)

### 2. Edycja (1958)
Zdobywca Międzynarodowej Nagrody Guggenheima
- Joan Miró

4 honorowe wyróżnienia indywidualne
- Minoru Kawabata (Japonia)
- Eduard Pignon (Francja)
- Jean Paul Riopelle (Kanada)
- Maria Helena Vieira da Silva (Portugalia)

(dodatkowo przyznano 2 honorowe wyróżnienia drużynowe dla Kanady i Japonii)
Zdobywcy Narodowej Nagrody Guggenheima
- Wolfgang Hollegha (Austria)
- Octave Landuyt (Belgia)
- Alfredo Volpi (Brazylia)
- Jack Leonard Shadbold (Kanada)
- Enrique Zañartu (Chile)
- Eduardo Ramirez Villamizar (Kolumbia)
- Jan Slavicek (Czechosłowacja)
- Carl-Henning Pedersen (Dania)
- Tahia Halim (Egipt)
- André Manson (Francja)
- Emil Schumacher (Niemcy)
- Georges Gounaro (Grecja)
- Patrick Collins (Irlandia)
- Alberto Magnelli (Włochy)
- Kaoru Yamaguchi (Japonia)
- Gerrit Benner (Holandia)
- Wacław Taranczewski (Polska)
- Ragnar Sandberg (Szwecja)
- Alberto Giacometti (Szwajcaria)
- John Bratby (Wielka Brytania)
- Ben Nicholson (Wielka Brytania)
- Mark Rothko (Stany Zjednoczone)
- Franco Simunović (Jugosławia)

### 3. Edycja (1960)
Zdobywca Międzynarodowej Nagrody Guggenheima
- Karel Appel

2 honorowe wyróżnienia
- Yoshishinge Saito
- Franz Kline

(dodatkowo przyznano honorowe wyróżnienia drużynowe dla Kanady)
Zdobywcy Narodowej Nagrody Guggenheima
- Jose Antonio Fernandez Maro (Argentyna)
- Oskar Kokoschka (Austria)
- Paul Maas (Belgia)
- Maria Leontina (Brazylia)
- Paul-Émile Borduas (Kanada)
- Emilio Hermansen (Chile)
- Fernando Botero (Kolumbia)
- Karel Soucek (Czechosłowacja)
- Age Vogel-Jorgensen (Dania)
- Salah Abdel Kerim i Salah Taher (Egipt)
- Léopold Survage (Francja)
- Ernst Wilhelm Nay (Niemcy)
- Spyros Vassiliou (Grecja)
- Patrick Scott (Irlandia)
- Afro Basaldella (Włochy)
- Yoshishige Saito (Japonia)
- Karel Appel (Holandia)
- Eugeniusz Eibisch (Polska)
- Antonio Saura (Hiszpania)
- Siri Derkert (Szwecja)
- Varlin (Willy Guggenheim) (Szwajcaria)
- Zeki Falk Izer (Turcja)
- Irma Stern (RPA)
- Jack Smith (Wielka Brytania)
- Stuart Davis (Stany Zjednoczone)
- Gabrijel Stupica (Jugosławia)
- Rufino Tamayo (Meksyk) (Nagroda Ponadnarodowa)

### 4. Edycja (1964)
Główna Międzynarodowa Nagroda Guggenheima
- Alberto Giacometti (Szwajcaria)

5 nagród dodatkowych
- Wifredo Lam (Kuba)
- Robert Motherwell (Stany Zjednoczone)
- Antoni Tàpies (Hiszpania)
- Victor Vasarely (Węgry)
- Asger Jorn (Dania) (odmówił przyjęcia nagrody)

### 5. Edycja (1967)
Nagrody nie przyznano. W międzynarodowej wystawie, tym razem poświęconej wyłącznie rzeźbiarstwu, wzięło udział ok. 100 artystów z 20 krajów, w tym z Polski:
- Jerzy Jarnuszkiewicz
- Piotr Kowalski (artysta francuski polskiego pochodzenia)
- Edward Krasiński

### 6. Edycja (1971)
Nagrody nie przyznano. W międzynarodowej wystawie prezentującej różnorodne kierunki sztuki wzięło udział 21 artystów z 8 krajów. Nie było żadnego artysty z Polski.